# NGC 2454
NGC 2454  ist eine Spiralgalaxie vom Hubble-Typ Sab im Sternbild Zwillinge auf der Ekliptik. Sie ist schätzungsweise 212 Millionen Lichtjahre von der Milchstraße entfernt und hat einen Durchmesser von etwa 50.000 Lichtjahren.
Das Objekt wurde am 19. Januar 1874 von Édouard Stephan entdeckt.